# Guilhermina de Hesse-Cassel
Guilhermina de Hesse-Cassel (25 de fevereiro de 1726 - 8 de outubro de 1808) foi uma princesa prussiana, casada com o príncipe Henrique da Prússia.

## Família
Guilhermina era a quarta filha do conde Maximiliano de Hesse-Cassel e da condessa Frederica Carlota de Hesse-Darmstadt. Os seus avós paternos eram o conde Carlos I de Hesse-Cassel e a duquesa Maria Amália da Curlândia. Os seus avós maternos eram o conde Ernesto Luís de Hesse-Darmstadt e a marquesa Doroteia Carlota de Brandemburgo-Ansbach. Guilhermina era também sobrinha do conde Guilherme VIII de Hesse-Cassel e do rei Frederico I da Suécia.

## Casamento
Guilhermina foi apresentada ao seu futuro marido, o príncipe Henrique da Prússia, quando ele visitou Kassel em 1751 e os dois casaram-se no dia 25 de Junho de 1752. Dizia-se que a nova princesa tinha uma beleza encantadora e o casal tinha a sua própria corte no Schloss Rheinsberg. Guilhermina nunca teve filhos de Henrique que, segundo boatos da altura, prestava mais atenção aos seus amigos masculinos do que à esposa. O casal separou-se em 1766 depois de, alegadamente, Guilhermina ter tido um caso amoroso fora do casamento. Depois da separação a princesa passou a viver no Palais Unter den Linden em Berlim.
A princesa Edviges de Holsácia-Gottorp, sua sobrinha, deixou uma descrição da tia quando a visitou em 1798:
"Era uma senhora alta e bonita com uma boa figura, apesar de ser muito magra, e ainda se consegue ver como era bonita quando era mais jovem. Os olhos são grandes e vivos, mas algo salientes e está sempre com um olhar inquieto. É sagaz e culta, mas, por causa da idade, às vezes fala de muitos assuntos ao mesmo tempo. As suas maneiras são reais, representa as suas funções na perfeição e foi extremamente educada e incrivelmente agradável comigo."

## Invasões napoleónicas
Guilhermina foi um dos poucos membros da família real prussiana a ficar em Berlim durante a ocupação francesa em 1806. Enquanto a maioria da família se foi embora, alegadamente por serem anti-napoleónicos, e as suas cortes seguiram-nos ou saíram da capital por vontade própria, Guilhermina ficou com o príncipe Augusto Fernando da Prússia e a sua consorte, a marquesa Isabel Luísa de Brandemburgo-Schwedt devido à sua "avançada idade", e também pela princesa Augusta da Prússia que estava grávida na altura.